# Labyrinth (Loredana)
Labyrinth è un singolo della rapper kosovaro-svizzera Loredana, pubblicato il 7 giugno 2019 come primo estratto dal primo album in studio King Lori.

## Video musicale
Il video musicale è stato reso disponibile in concomitanza con l'uscita del brano.

## Tracce
Testi di Loridana Zefi, musiche di Joshua Allery e Laurin Auth.
1. Labyrinth – 2:35

## Classifiche
| Classifica (2019) | Posizione massima |
| ----------------- | ----------------- |
| Austria           | 10                |
| Germania          | 10                |
| Svizzera          | 17                |